# Henrique Hilário
Henrique Hilário Meireles Alves Sampaio (São Pedro da Cova, 21 de outubro de 1975) é um ex-guarda-redes português, atual treinador de guarda-redes do Chelsea.

## Clubes
Hilário teve passagens por diversos clubes de Portugal. Como o Porto e Académica Coimbra. Porém, foi no Nacional que ele conseguiu destaque. Atuou no clube da Ilha da Madeira, durante as temporadas de 2003 a 2006.
Foi contratado pelo Chelsea para a temporada 2006-2007. O clube ainda era comandado pelo português José Mourinho. Tornou-se o terceiro guarda-redes da equipa, mas com a contusão dos dois primeiro guarda-redes Petr Cech e Carlo Cudicini em um jogo contra o Reading, ele teve oportunidade de ser titular nas partidas do Campeonato Inglês e da Liga dos Campeões.
No actual ano de 2013, o novo treinador do Chelsea, o português José Mourinho, decidiu renovar o seu contrato por mais um ano.
A 5 de Agosto de 2014, através da rede social Instagram, anunciou que "pendura as botas", mas irá agora ser treinador de guarda-redes das camadas jovens do Chelsea.

## Seleção Nacional
Foi chamado pela primeira vez à Selecção Portuguesa de Futebol por Carlos Queiroz a 8 de Novembro de 2009 como substituto de Eduardo. Fez a sua estreia a 3 de Março de 2010 frente a China, substituindo Eduardo na segunda parte.

## Títulos
Porto
- Campeonato Português: 1996-97
- Taça de Portugal: 1997-98, 1999-00, 2000-01
- Supertaça de Portugal: 1997-98, 2000-01

 Chelsea
- Liga Europa da UEFA: 2012-13
- Liga dos Campeões da UEFA: 2011-12
- Campeonato Inglês: 2009-10
- Copa da Inglaterra: 2006-07, 2008–09, 2009-10, 2011-12
- Copa da Liga Inglesa: 2006-07
- Supercopa da Inglaterra: 2009

1. ↑  «20 anos e 17 títulos depois»